# Андросфинкс
Андросфи́нкс («мужесфинкс», от греч. andr-, что означает «человек, мужчина, мужской» и греч. «сфинкс», Σφίγξ, Σφιγγός, «душительница») — разновидность сфинкса с головой человека, что отличало его от сфинксов с головой сокола (иеракосфинкс) и барана (криосфинкс).
Этим словом древнегреческий историк Геродот, путешествовавший по Египту в середине V в. до н. э., называл изображения фараонов с телом льва, головой человека и геометризованной формы бородой (знаком царской власти).
Хотя древнегреческие сфинксы также имели голову человека, но при этом явно были женского пола, поэтому в искусствоведческой литературе термин Andro-Sphinx как правило используется для описания египетских памятников.